# EF-Tu
EF-Tu(영어: elongation factor thermo unstable)는 리보솜에 대한 아미노아실-tRNA의 결합을 촉매하는 역할을 하는 원핵생물의 신장인자이다. EF-Tu는 G 단백질이며, 리보솜의 A 자리로의 아미노아실-tRNA의 선택 및 결합을 용이하게 한다. 번역에서 중요한 역할을 담당하는 EF-Tu는 원핵생물에서 가장 풍부하고 고도로 보존된 단백질 중 하나이다. 진핵생물의 미토콘드리아에서는 TUFM으로 발견된다.

## 같이 보기
- 신장인자